# Hello, Me!
Hello, Me! (안녕? 나야! Annyeong? Naya!) ist eine südkoreanische Fernsehserie mit Kim Young-kwang, Choi Kang-hee und Eum Moon-seok. Basierend auf dem 2011 erschienenen Roman Fantastic Girl von Kim Hye-jung wurde sie am 17. Februar 2021 auf KBS2 uraufgeführt und ist für das weltweite Streaming auf Netflix verfügbar.

## Handlung
Ban Ha-ni ist eine Frau in den Dreißigern, die nach einem verrückten Tag ihr enthusiastisches, leidenschaftliches und furchtloses 17-jähriges Ich wiederfindet. Mit ihrem jüngeren Ich heilt sie ihre Wunden und lernt wieder zu lieben.

## Die Rollen

### Hauptrollen
- Kim Young-kwang als Han Yoo-hyun (Choi Seung-hun als junger Yoo-hyun)
- Choi Kang-hee als Ban Ha-ni (Lee Re als junge Ha-ni)
- Eum Moon-seok als Ahn So-ni (Anthony)/Yang Chun-sik (Kim Sang-woo als junger Chun-sik)

### Nebenrollen

#### Ha-nis Familie
- Jung Yi-rang als Ban Ha-young (Song Ji-hyun als junge Ha-young)
- ??? als Chae Chi-su (Moon Sung-hyun als junger Chi-su)
- Moon Sung-hyun als Chae Sung-woo
- Kim Byeong-chun als Ban Gi-tae
- Yoon Bok-in als Ji Ok-jung
- Kim Yong-rim als Lee Hong-nyun

#### Yoo-Hyuns Familie
- Yoon Joo-sang als Han Ji-man
- Baek Hyun-joo als Han Ji-sook
- Ji Seung-hyun als Yang Do-yoon
- Kim Yoo-mi als Oh Ji-eun (Lee Seo-yeon als junge Ji-eun)

#### Joa Confectionery
- Kim Kiri als Kim Yong-hwa
- Choi Tae-hwan als Cha Seung-seok
- Go Woo-ri als Bang Ok-joo
- Kim Mi-Hwa als Kang Geum-Ja
- Kim Do-Yeon als Cha Mi-Ja
- Shin Mun-Sung als Ko Jung-Do

#### The Point Entertainment
- Choi Dae-chul als Park Jung-man
- Kang Tae-joo als Min Kyung-shik

#### Andere
- Park Chul-min als Young-goo
- Jung Dae-ro als Il-goo
- Lee Gyu-hyun als Master Jobs
- Lee Chae-mi als Go So-hye

### Cameos
- Jang Ki-yong als Polizist (Ep. 1)[2]
- Lee Soo-hyuk als Polizist (Ep. 1)[2]
- Hong Rocky als er selbst (Ep. 1)
- Jo Han-chul als Filialleiter (Ep. 1-2)

## Einschaltquoten
| Folge        | Teil         | Ausstrahlungsdatum | Einschaltquote |
| Folge        | Teil         | Ausstrahlungsdatum | AGB Nielsen    |
| Folge        | Teil         | Ausstrahlungsdatum | landesweit     |
| ------------ | ------------ | ------------------ | -------------- |
| 1            | 1            | 17. Februar 2021   | 3,8 %          |
| 1            | 2            | 17. Februar 2021   | 4,9 %          |
| 2            | 1            | 18. Februar 2021   | 3,1 %          |
| 2            | 2            | 18. Februar 2021   | 3,6 %          |
| 3            | 1            | 24. Februar 2021   | 3,2 %          |
| 3            | 2            | 24. Februar 2021   | 5,1 %          |
| 4            | 1            | 25. Februar 2021   | 2,7 %          |
| 4            | 2            | 25. Februar 2021   | 3,1 %          |
| 5            | 1            | 3. März 2021       | 3,4 %          |
| 5            | 2            | 3. März 2021       | 3,9 %          |
| 6            | 1            | 4. März 2021       | 2,3 %          |
| 6            | 2            | 4. März 2021       | 3,1 %          |
| 7            | 1            | 10. März 2021      | 3,0 %          |
| 7            | 2            | 10. März 2021      | 3,9 %          |
| 8            | 1            | 11. März 2021      | 2,7 %          |
| 8            | 2            | 11. März 2021      | 3,4 %          |
| 9            | 1            | 17. März 2021      | 2,8 %          |
| 9            | 2            | 17. März 2021      | 3,7 %          |
| 10           | 1            | 18. März 2021      | 2,7 %          |
| 10           | 2            | 18. März 2021      | 3,5 %          |
| 11           | 1            | 24. März 2021      | 2,6 %          |
| 11           | 2            | 24. März 2021      | 3,9 %          |
| 12           | 1            | 25. März 2021      | 2,5 %          |
| 12           | 2            | 25. März 2021      | 3,2 %          |
| 13           | 1            | 31. März 2021      | 2,7 %          |
| 13           | 2            | 31. März 2021      | 3,7 %          |
| 14           | 1            | 1. April 2021      | 2,7 %          |
| 14           | 2            | 1. April 2021      | 4,0 %          |
| 15           | 1            | 7. April 2021      | 3,3 %          |
| 15           | 2            | 7. April 2021      | 4,2 %          |
| 16           | 1            | 8. April 2021      | 4,0 %          |
| 16           | 2            | 8. April 2021      | 3,3 %          |
| Durchschnitt | Durchschnitt | Durchschnitt       | 3,38 %         |